# إدارة الموارد البشرية في الإدارة العامة
تُعنى إدارة الموارد البشرية في الإدارة العامة بإدارة الموارد البشرية عندما تُطبّق بشكل خاص في مجال الإدارة العامة. تُعتبر هيكلًا داخليًا يضمن العلاج الحيادي والمعايير الأخلاقية ويعزز نظامًا قائمًا على القيمة.

## الوظيفة
تتمثل وظيفة إدارة الموارد البشرية في تزويد الموظفين بالقدرة على الإدارة: الرعاية الصحية وحفظ السجلات والترقية والتقدم والفوائد والتعويض، وما إلى ذلك. تكمن وظيفة إدارة الموارد البشرية، من ناحية فوائد أصحاب العمل، في إنشاء نظام إداري لتحقيق الأهداف والخطط طويلة المدى. تسمح إدارة الموارد البشرية للشركات بدراسة أهداف التوظيف طويلة المدى واستهدافها وتنفيذها. يعتبر امتلاك أي شركة قدرة فعالة على تنمية إدارة الموارد البشرية والنهوض بها أمرًا أساسيًا.
صُمّمت الموارد البشرية لإدارة ما يلي:
- منافع الموظفين: تشمل أنواعًا مختلفة من التعويضات بدون أجر المقدمة للموظفين بالإضافة إلى أجورهم أو رواتبهم العادية.
- الرعاية الصحية للموظفين: التعرّف على المرض المشخّص من قبل الطبيب أو مساعد الطبيب أو ممرض ممارس.
- التعويض: يُمنح عادةً شيء ما، المال بشكل نموذجي، لشخص تعويضًا عن الخسارة أو الإصابة أو المعاناة التي تعرّض لها.
- الإجازة السنوية والمرضية والشخصية: إجازة معفاة (وغير مدفوعة بشكل عام) لأحداث غير متوقعة (مثل الحوادث أو المرض) أو الأحداث المتوقعة التي تهم الفرد (الذكرى السنوية، أعياد الميلاد، الزواج).
- بنوك المرضى: صندوق متراكم لسداد دين شركة أو عام.
- الانضباط: ممارسة تدريب الناس على الامتثال للقواعد أو مدونة السلوك، باستخدام العقاب لتصحيح العصيان.
- السجلات (المعلومات الضريبية، ملفات الموظفين، وما إلى ذلك): تُعرف أيضًا باسم إدارة السجلات والمعلومات أو آر آي إم، الممارسة المهنية لإدارة سجلات المنظمة طوال دورة حياتها، من وقت إنشائها وحتى التخلص منها في نهاية المطاف.
- استراتيجيات التوظيف والاحتفاظ بالموظفين: تشير إلى قدرة المنظمة على الاحتفاظ بموظفيها.
- إدارة الرواتب والأجور: عملية تعويض موظفي المؤسسة وفقاً للسياسة والإجراءات المقبولة.[1]